# Campanopsis
Campanopsis är ett släkte av nässeldjur. Campanopsis ingår i familjen Eirenidae.
Kladogram enligt Catalogue of Life:
| Campanopsis | \| \| Campanopsis adriaticus \| \| \| \| \| \| Campanopsis dubia \| \| \| \| |
|             | \| \| Campanopsis adriaticus \| \| \| \| \| \| Campanopsis dubia \| \| \| \| |
|             | Eirene                                                                       |
|             |                                                                              |
|             | Eugymnanthea                                                                 |
|             |                                                                              |
|             | Eutima                                                                       |
|             |                                                                              |
|             | Eutimalphes                                                                  |
|             |                                                                              |
|             | Eutonina                                                                     |
|             |                                                                              |
|             | Helgicirrha                                                                  |
|             |                                                                              |
|             | Neotima                                                                      |
|             |                                                                              |
|             | Phialopsis                                                                   |
|             |                                                                              |
|             | Tima                                                                         |
|             |                                                                              |
|             | Campanopsis adriaticus                                                       |
|             |                                                                              |
|             | Campanopsis dubia                                                            |
|             |                                                                              |

|  | Campanopsis adriaticus |
|  |                        |
|  | Campanopsis dubia      |
|  |                        |